# 中山佳巳
中山 佳巳（なかやま よしみ、1954年4月13日 - ）は、静岡県掛川市出身のフラワーデザイナー、オランダ国立園芸学校（AOC）特別講師。一般社団法人JFTDフラワーデザイン公式審査員　　静岡県浜松市在住。2024年8月22日　死去　70歳

## 人物
芸術系大学でインテリアデザインを学んだが自分に合わず、川崎重工業の車両設計部門に就職。しかし絵は得意だが設計とはまた別でストレスを溜めてしまうと東北新幹線の試作車の設計を最後に退職、家業である花農家を手伝って花屋の修業を始めるが、当時24歳で既婚だったが収入が半減する。
その後、世界的なフラワーデザイナーと出会ってセンスを見込まれたことで特例でオランダの学校に夏の間だけ通うことになり、日本で花屋をしながら十数年かけてオランダのフラワーデザインと造園デザインの資格をとった。
設計出身の為　大小を問わず装飾をするときは緻密図面のようなデッサンを起こし実際にいける花の本数もデッサンと全く同じの物を作り上げていた。また1000円花代のデザインも数々リリースしておりフラワーデザイナーとしてではなくフロリストにこだわっていた
ミツマタを使った造形的な装飾　ニシキギを使った植物の特徴を表現した作品などが代名詞的に使われている
花をいける情熱を感じた先人から「花に命をかけることは賞賛すべきことと思う花人の本望であろう。よって命の掛け方が違う、白のシャツがオレンジ色に変わらないことを祈る。」とコメントをされたほど周囲には作品に対する姿勢が並みのフロリストではないことを示していた
自分にオーラを出さず、生み出した作品はオーラに満ちていた　
師弟関係は持ってはいなかったが　師匠・先生と慕って集まるフロリストも多くレッスンなどを行っていた、また日本はもとより世界でもレクチャーのオファーが多かった
余談　高い所が苦手

## 年譜
- 1983年 - オランダフラワーデザイン・ランドスケープデザイン資格取得
- 1996年 - ジャパンフラワーフェスティバル金賞受賞
- 1998年 - 有限会社花工房アクト設立（静岡県浜松市）。
- 1997年 - ストックホルムインターナショナルデモンストレーション日本代表
- 2000年 - イスラエルインターナショナルエキシビション日本代表
- 2003年 - オランダVBWフローラルムーブメント2003 デモンストレーター
- 2006年 - パリにて禅デモンストレーション

```
          ユーロフローラ2006ジェノバ出展
          JFTDジャパンカップ優勝内閣総理大臣賞
```

- 2007年 - JFTDジャパンカップ優勝 内閣総理大臣賞受賞（史上初の2連覇を達成）
- 2007年9月 - 日坂明広とともに、フラワーデザインブランド『TasTe』を設立
- 2008年 1月 - 株式会社TasTe DESIGN（テイストデザイン）設立
- 2008年8月 - JFTDジャパンカップグランドチャンピオンシップ優勝
- 2010年 - インターフローラ ワールドカップ日本代表（中国上海）
- 2012年 - フェンロ－国際園芸博覧会（フロリアード2012）日本政府館デザイン担当 金賞受賞
- 2012年 - インターコンチネンタルカップ日本代表（台湾台北）
- 2014年 - 台湾カップ 審査員
- 2014年 - 青島国際園芸博覧会2014 中国花卉協会（CFA）主催　国際ブース装飾協議会 日本代表
- 2016年 - Expo2016 Japan Exhibits 国際園芸博覧会 トルコ・アンタルヤ 日本国政府館装飾担当
- 2019年9月-北京 EXPO ジャパンパビリオン　ブース装飾担当
- 2022年6月 - 国際園芸博覧会オランダフロリアード日本政府館担当
- 2024年2月 - カタール・ドーハ国際園芸博覧会JAPANパビリオン装飾担当・JFTDブース装飾担当
- 2024年8月22日　没　70年の生涯を終える

## TasTeの主なイベント、個展等
- 2007年10月 - 東京フィルハーモニー交響楽団と、音楽と花のコラボレーション
- 2007年11月 - テイストエキシビジョン2007 晩秋の京庭園花舞台in京都「何有荘」
- 2008年10月 - 三菱地所リテールマネジメント Tapio（宮城県仙台市泉区）オープニング装飾
- 2008年11月 - TasTe Wedding Collection（テイストウエディングコレクション）
- 2009年 1月 - 三菱地所リテールマネジメント Tapio（宮城県仙台市泉区）正月飾りフラワーアレンジメント